# تشاله (مقاطعة فارياب)
تشاله (بالفارسية: چاله) هي قرية تقع في البلدة المركزية في إيران. يقدر عدد سكانها بـ 0 نسمة بحسب إحصاء 2016.